# Hugh Wade
Hugh J. Wade (* 29. Juni 1901 in Dougherty, Iowa; † 25. März 1995 in Juneau, Alaska) war ein US-amerikanischer Politiker (Demokratische Partei), der von 1959 bis 1966 das Amt des Vizegouverneurs des Bundesstaates Alaska ausübte.

## Werdegang
Hugh Wade war als Rechtsanwalt in Omaha in Nebraska tätig. 1926 übersiedelte er in das damalige Alaska-Territorium und übernahm die Leitung der dortigen FBI-Abteilung. Er gehörte der ersten Gruppe von FBI-Agenten an, die von J. Edgar Hoover eingestellt und ausgebildet wurden.
1959 wurde Wade zum Vizegouverneur von Alaska gewählt. Er war der erste Amtsinhaber nach Umwandlung des Alaska-Territoriums zum 49. Bundesstaat der Vereinigten Staaten am 3. Januar 1959. Seine Amtsbezeichnung lautete Secretary of State of Alaska; erst nach der Verfassungsänderung von 1970 wurden seine Nachfolger amtlich als Lieutenant Governor of the State of Alaska bezeichnet. Wade war unter Gouverneur William Allen Egan tätig, der ebenfalls von 1959 bis 1966 amtierte. Wades Nachfolger wurde der Republikaner Keith Miller.